# 김종득
김종득(金鍾得,)은 대한민국 인천광역시의회 의원이다.

## 학력
- 대진대학교 대학원 행정학과 박사

## 경력
- 계양구 동장연합회장
- 변호사 고정길법률사무소 사무장
- 제20대 국회의원 총선거 더불어민주당 유동수 후보 선거대책본부장
- 더불어민주당 중앙당 정책위원회 부의장
- 한림병원 대외협력국장
- 2018.07 ~ 2022.06: 제8대 인천광역시의회 의원
- 2022.07 ~ : 제9대 인천광역시의회 의원

## 역대 선거 결과
|  | 74.32% |

|  | 53.88% |